# ۲۱۳ (عدد)
۲۱۳ یک عدد طبیعی است که بعد از ۲۱۲ و قبل از ۲۱۴ قرار دارد.